# Радиоприёмник прямого усиления
Радиоприёмник прямого усиления — радиоприёмник, в котором отсутствуют промежуточные преобразования несущей частоты, а усиленный и отфильтрованный от соседних каналов сигнал принимаемой радиостанции поступает непосредственно на детектор.

## Устройство

Блок-схема приёмника прямого усиления

Радиоприёмник прямого усиления состоит из колебательного контура, нескольких каскадов усиления высокой частоты, квадратичного амплитудного детектора, а также нескольких каскадов усиления низкой частоты.
Колебательный контур служит для выделения сигнала требуемой радиостанции. Как правило, частоту настройки колебательного контура изменяют конденсатором переменной ёмкости. К колебательному контуру подключают антенну, иногда и заземление.
Сигнал, выделенный колебательным контуром, поступает на усилитель высокой частоты. С УВЧ сигнал подаётся на детектор, с детектора снимается сигнал звуковой частоты, который усиливается ещё несколькими каскадами усилителя низкой частоты (УНЧ), откуда поступает на громкоговоритель или наушники.

## Обозначения
В литературе приёмники прямого усиления классифицируют по числу каскадов усилителей низкой и высокой частоты. Приёмник с n каскадами усиления высокой и m каскадами усиления низкой частоты обозначают n-V-m, где V обозначает детектор. Например, приёмник с одним каскадом УВЧ и одним каскадом УНЧ обозначается 1-V-1. Детекторный приёмник по этой системе обозначается 0-V-0. Изначально буквой V (от англ. valve — лампа) обозначался детекторный каскад на электронной лампе, для других видов детекторов применялись другие буквы (например К — кристаллический детектор).

## Преимущества и недостатки
Главное преимущество приёмника прямого усиления — простота конструкции, в результате чего его может собрать даже начинающий радиолюбитель. По мере развития элементной базы схема прямого усиления вытеснялась супергетеродинами, обладающими лучшими техническими характеристиками.
Радиоприёмники прямого усиления (в отличие от супергетеродинных приёмников) отличаются отсутствием паразитных излучений в эфир, что может быть важно, если необходима полная скрытость приёмника (кроме регенеративного приёмника). Ещё одним преимуществом является отсутствие «зеркальных» и прочих побочных каналов приёма.
Основной недостаток приёмника прямого усиления — малая селективность (избирательность), то есть малое ослабление сигналов соседних радиостанций по сравнению с сигналом станции, на которую настроен приёмник (к регенеративному приёмнику, являющемуся разновидностью приёмника прямого усиления, это не относится). Поэтому этот тип приёмников удобно использовать только для приёма мощных радиостанций, работающих в длинноволновом или средневолновом диапазоне. Из-за этого недостатка приёмники прямого усиления в основном используются ныне только в радиолюбительской практике и для некоторых специальных целей. Улучшить избирательность можно путем увеличения количества колебательных контуров в высокочастотной части приёмника.
Повышение чувствительности приёмника прямого усиления путём повышения коэффициента усиления УВЧ выше определённого предела без использования АРУ бессмысленно, так как УВЧ может, во-первых, самовозбудиться, а во-вторых, при приёме мощных станций звук будет искажён из-за перегрузки.
Трёхпрограммные приёмники проводного вещания также использовали схему прямого усиления; вещание 2-й и 3-й программ идёт на частотах в несколько десятков килогерц с амплитудной модуляцией. По схеме прямого усиления строились некоторые ранние телевизоры (например, КВН). Это оказалось возможным благодаря тому, что телепередатчиков в то время в СССР было мало, и избирательности тракта прямого усиления было достаточно.